# Porpacithemis dubia
Porpacithemis dubia is een libellensoort uit de familie van de korenbouten (Libellulidae), onderorde echte libellen (Anisoptera).
De wetenschappelijke naam Porpacithemis dubia is voor het eerst geldig gepubliceerd in 1954 door Fraser.